# 丸楠恭一
丸楠 恭一（まるくす きょういち、1958年 - ）は、日本の政治学者。関西学院大学国際学部教授。2016年より国際学部長。

## 略歴
東京大学教養学部卒業後、プリンストン大学公共・国際問題大学院を修了。三菱総合研究所からブリティッシュコロンビア大学やジョンズ・ホプキンズ大学大学院客員研究員、目白大学社会学部・大学院国際交流研究科（日本研究・公共政策研究専攻）教授を歴任の後、現職。
その他に米国非営利法人 Center for Professional Exchange（CEPEX） 所長（東京代表）。Web政策誌「政策空間」編集主幹を務めた。
所属学会：日本政治学会、アジア政経学会、日本国際文化学会、日本国際政治学会